# Release From Agony
Release from Agony – trzeci album niemieckiej thrashmetalowej grupy Destruction.
Nagrań dokonano we wrześniu 1987, w Karo Studio w Münster. Płyta ukazała się w sprzedaży 1 grudnia 1987. Tego samego dnia wytwórnia SPV wydała również album Persecution Mania zespołu Sodom. 

## Lista utworów[3]
1. Beyond Eternity – 1:11
2. Release from Agony – 4:44
3. Dissatisfied Existence – 4:30
4. Sign of Fear – 6:46
5. Unconscious Ruins – 4:27
6. Incriminated – 5:22
7. Our Oppression – 4:49
8. Survive to Die – 5:31

## Muzycy
- Marcel "Schmier" Schirmer – gitara basowa, śpiew
- Mike Sifringer – gitara
- Harry Heinrich Wilkens – gitara
- Tommy Sandmann – perkusja[3]